# Champions Hockey League (2008-09)
|  | Denne artikel handler om den inkarnation af ligaen, der blev spillet i sæsonen 2008-09. For den nuværende inkarnation af ligaen, se Champions Hockey League. |
Champions Hockey League var ishockeyliga for europæiske klubhold, der kun eksisterede i én sæson. Ligaen blev spillet i sæsonen 2008-09, som også var 100-års-jubilæet for International Ice Hockey Federation (IIHF), som arrangerede turneringen. Turneringen havde deltagelse af de bedste hold fra de syv bedste nationale europæiske ishockeyligaer.
Den samlede præmiesum for de hold, der kvalificerer sig til CHL-gruppespillet var 16,9 millioner schweizerfranc, som blev fordelt ligeligt mellem holdene, bortset fra at vinderen modtog en bonus på 1.000.000 schweizerfranc – den højeste pengepræmie indtil da i en europæisk ishockeyturnering.
Tv-transmissioner fra CHL-kampe udsendtes også uden for Europa. Universal Sports (som er en del af NBCUniversal) ejede tv-rettighederne i USA, mens The Score havde rettighederne i Canada.

## Format

### 2008-09
På grund af den korte forberedelsestid til sæsonen 2008-09 havde den første udgave af Champions Hockey League kun deltagelse af 14 hold fra de syv bedste ligaer på IIHF's ligarangliste. Mestrene samt et andet hold fra de fire bedste ligaer samt mestrene fra de næste tre ligaer (nr. 5-7) gik direkte til gruppespillet, mens de tre toere fra liga nr. 5-7 spillede kvalifikation om den sidste plads i gruppespillet.
I gruppespillet blev de tolv hold inddelt i fire grupper med tre hold, der spiller alle-mod-alle både ude og hjemme. De fire gruppevindere gik videre til semifinalerne, der afvikledes over to kampe (ude og hjemme). Vinderne af semifinalerne mødes i finalen, der også blev spillet over to kampe, og vinderen af finalen kåredes som CHL-mester og vandt bonussen på 1.000.000 schweizerfranc.

### 2009-10
Den efterfølgende sæson blev aflyst. Men det var planen, at formatet fra sæsonen 2009-10 blev ændret til at omfatte to kvalifikationsrunder, et gruppespil, semifinaler samt finaler.
Første kvalifikationsrunde skulle have haft deltagelse af de nationale mestre i de 15 ligaer, som var rangeret som nr. 8-22 på IIHF's rangliste over europæiske ligaer samt toerne fra liga nr. 5-7. De 18 hold skulle have været inddelt i seks grupper med tre hold. De seks gruppevindere skulle være gået videre til anden kvalifikationsrunde, hvor de i opgør over to kampe (ude og hjemme) skulle møde sølvvinderne fra ligaerne i top 4 på IIHF's rangliste.
De fem vindere fra anden kvalifikationsrunde kvalificerede sig til CHL-gruppespillet, hvortil mestrene fra top 7-ligaerne var direkte kvalificeret, og gruppespillet skulle afvikles efter samme format som for sæsonen 2008-09.
| IIHF's ligarangliste 2008             | IIHF's ligarangliste 2008 | IIHF's ligarangliste 2008 | IIHF's ligarangliste 2008 | IIHF's ligarangliste 2008 |
| Liga                                  | CHL 2008-09               | CHL 2008-09               | CHL 2009-10               | CHL 2009-10               |
| Liga                                  | Mestre                    | Hold nr. 2                | Mestre                    | Hold nr. 2                |
| ------------------------------------- | ------------------------- | ------------------------- | ------------------------- | ------------------------- |
| Kontinentalnaja Hokkeynaja Liga (KHL) | Gruppespil                | Gruppespil                | Gruppespil                | 2. kval.runde             |
| SM-liiga                              | Gruppespil                | Gruppespil                | Gruppespil                | 2. kval.runde             |
| Extraliga                             | Gruppespil                | Gruppespil                | Gruppespil                | 2. kval.runde             |
| Elitserien                            | Gruppespil                | Gruppespil                | Gruppespil                | 2. kval.runde             |
| Extraliga                             | Gruppespil                | Kval.runde                | Gruppespil                | 1. kval.runde             |
| Nationalliga A                        | Gruppespil                | Kval.runde                | Gruppespil                | 1. kval.runde             |
| Deutsche Eishockey-Liga               | Gruppespil                | Kval.runde                | Gruppespil                | 1. kval.runde             |
| Extraliga                             |                           |                           | 1. kval.runde             |                           |
| Samsung premjerlīga                   |                           |                           | 1. kval.runde             |                           |
| AL-Bank Ligaen                        |                           |                           | 1. kval.runde             |                           |
| Erste Bank Eishockey Liga             |                           |                           | 1. kval.runde             |                           |
| Kasakhstans Mesterskab                |                           |                           | 1. kval.runde             |                           |
| GET-ligaen                            |                           |                           | 1. kval.runde             |                           |
| Ligue Magnus                          |                           |                           | 1. kval.runde             |                           |
| Sloveniens ishockeyliga               |                           |                           | 1. kval.runde             |                           |
| Serie A di hockey su ghiaccio         |                           |                           | 1. kval.runde             |                           |
| OB I. bajnokság                       |                           |                           | 1. kval.runde             |                           |
| Polska Liga Hokejowa                  |                           |                           | 1. kval.runde             |                           |
| Eredivisie                            |                           |                           | 1. kval.runde             |                           |
| Visjtja Liga                          |                           |                           | 1. kval.runde             |                           |
| Elite Ice Hockey League               |                           |                           | 1. kval.runde             |                           |
| Liga Naţională de hochei              |                           |                           | 1. kval.runde             |                           |

## Victoria Cup
To hold fra Champions Hockey League og et hold fra National Hockey League spiller i Victoria Cup. Men kriterierne for hvordan NHL/IIHF udvælger holdene til Victoria Cup er endnu ikke offentliggjort. Vinderen af Victoria Cup modtager 1.000.000 schweizerfranc.